# DNK
DNK (tot 1 januari 2017 De Nieuwe Kolk) is een cultuurcentrum met theater, bioscoop en bibliotheek in Assen, gelegen aan de kop van de Drentsche Hoofdvaart. Het theater heeft twee theaterzalen met 850 en 350 stoelen, en vijf bioscoopzalen met een totale capaciteit van 660 stoelen.

## Geschiedenis
In 1967 kocht de gemeente Assen het aan de Markt gelegen Concerthuis aan, waar op dat moment een garnizoenskantine in was gevestigd. De voormalige schouwburg werd gerestaureerd en uitgebreid, en op 21 september 1968 werd het als theater De Kolk officieel geopend.
In 2012 is een nieuw onderkomen aan De Pelinckhof geopend door prinses Margriet, waarbij het theater de naam De Nieuwe Kolk kreeg. Het theater is onderdeel van een complex waarin tevens de bibliotheek, horeca en zeventig woningen zijn ondergebracht.
Per 1 januari 2017 fuseerden De Nieuwe Kolk en de Bibliotheek Assen tot DNK.